# لوكاس دودا
لوكاس دودا (بالإنجليزية: Lucas Duda)‏ هو لاعب كرة قاعدة أمريكي، ولد في 3 فبراير 1986 في ريفرسايد في الولايات المتحدة.

## وصلات خارجية
- لوكاس دودا على موقع دوري كرة القاعدة الرئيسي (الإنجليزية)
- لوكاس دودا على موقعبيزبول رفرنس.كوم (الدوري الرئيسي) (الإنجليزية)
- لوكاس دودا على موقعبيزبول رفرنس.كوم (الدوري الثانوي) (الإنجليزية)
- لوكاس دودا على موقع إي إس بي إن.كوم (أم.أل.بي) (الإنجليزية)
- لوكاس دودا على موقع مشجعي الرسوم البيانية (الإنجليزية)